# Movimiento de liberación nacional

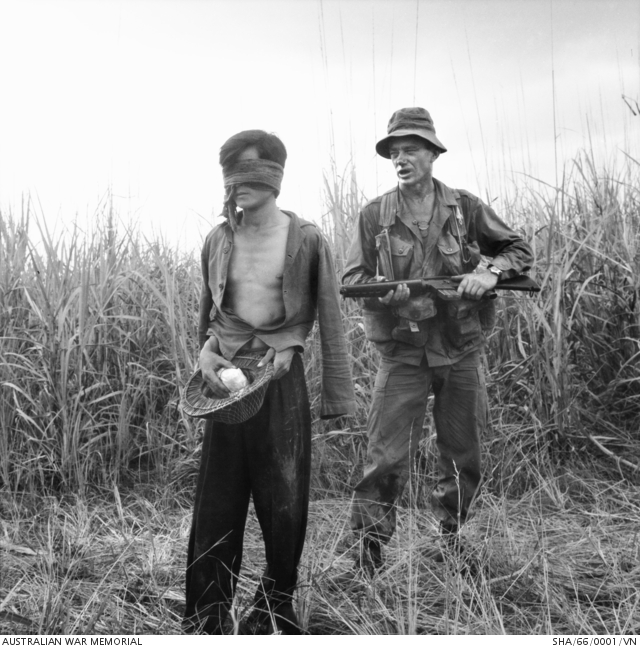
En Vietnam un suboficial Clase 2 Ron Pincott de Sydney, NSW, está escoltando a un prisionero de guerra del Frente Nacional de Liberación de Vietnam con los ojos vendados tomado durante una búsqueda y destrucción australiana al sur de Saigón.

Los movimientos de liberación nacional son sujetos de derecho internacional que pretenden conseguir la independencia política de una nación sometida a una metrópoli (regímenes coloniales), a un régimen racista o a ocupación militar bajo tropas extranjeras. El contenido material de dicho independentismo es la soberanía política sobre determinado territorio. Se excluye del concepto el independentismo de fragmentación nacional protagonizado por sectores privilegiados de la sociedad, aunque infrarrepresentados en el poder político central, que se nuclean en torno a una hipotética superioridad étnica y cultural.
En muchos casos los movimientos de liberación nacional se adhieren a programas nacionalistas, que incluyen la nacionalización de sectores básicos o estratégicos de la economía, medidas de limitación o restricción de las actividades de las empresas multinacionales o un conjunto de políticas que se apoyan ideológicamente en el antiimperialismo.

## Organizaciones notables
Varias organizaciones han adoptado, en diversos países, el término "Movimiento de Liberación Nacional", aunque no necesariamente cumplen la características para ser uno propiamente dicho, confundiéndose con grupos insurgentes y grupos beligerantes:
- Movimiento de Liberación Nacional de Armenia
- Movimiento Nacional de Liberación Saharaui
- Movimiento de Liberación Nacional Vasco (ETA)
- Véanse más ejemplos en Categoría:Movimientos de liberación nacional